# Carlo III Guglielmo di Baden-Durlach
Carlo III Guglielmo di Baden-Durlach (Durlach, 17 gennaio 1679 – Karlsruhe, 12 maggio 1738) è stato margravio di Baden-Durlach dal 1709 al 1738. Nel 1715 fondò a Karlsruhe il proprio castello.

## Biografia
Carlo Guglielmo era figlio del margravio Federico VII di Baden-Durlach e di Augusta Maria di Holstein-Gottorp.
Dopo aver compiuto i propri studi a Utrecht, Ginevra e Losanna, si recò in Inghilterra e quindi in Svezia e in Italia, assieme allo zio, il margravio Luigi Guglielmo, detto Türkenlouis per i propri successi militari nella guerra contro i turchi ottomani. Nel 1709 Carlo Guglielmo succedette al trono del margraviato di Baden-Durlach.
Il 15 agosto 1689 Durlach venne invasa dai francesi e rimase sotto il controllo di Luigi XIV sino al 1691; i francesi distrussero anche la residenza dei margravi, il che rese necessario l'edificazione di un nuovo palazzo. L'opera riuscì a compirsi negli anni successivi a Karlsruhe nel 1715, quando Carlo III Guglielmo fondò un nuovo castello.
Al 1719 risale invece la costruzione della Barbarakapelle a Langensteinbach.
Il 12 maggio 1738 morì a Karlsruhe, passando la reggenza al proprio nipote Carlo Federico in quanto tutti i suoi figli gli erano premorti.

## Matrimonio e figli

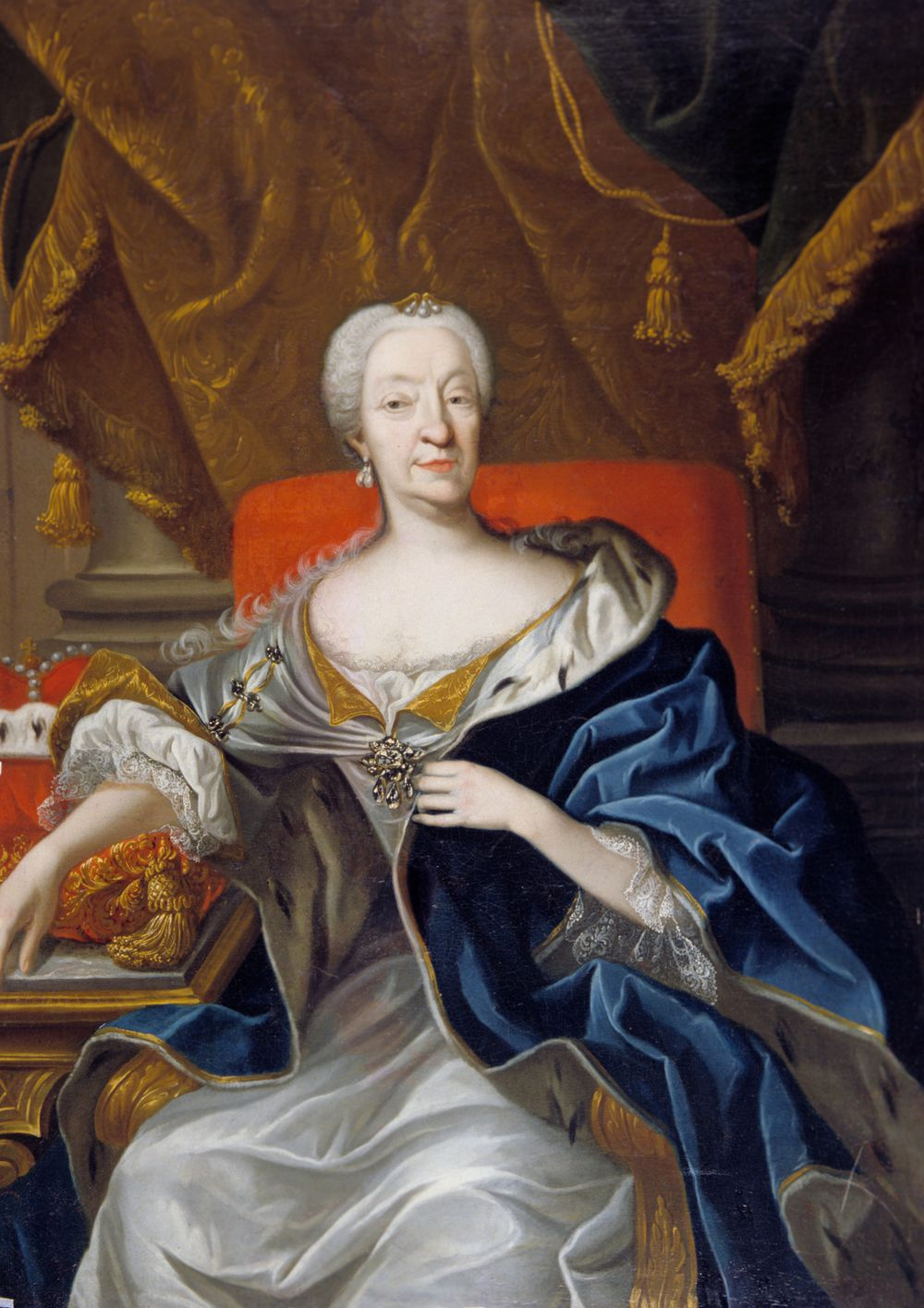
Maddalena Guglielmina di Württemberg

Carlo III Guglielmo sposò il 27 giugno 1697 Maddalena Guglielmina di Württemberg, figlia del duca Guglielmo Ludovico di Württemberg. La coppia ebbe i seguenti eredi:
- Carlo Magnus (21 gennaio 1701-12 gennaio 1712), principe ereditario di Baden-Durlach;
- Federico (7 ottobre 1703-26 marzo 1732), principe ereditario di Baden-Durlach;
- Augusta Maddalena (13 novembre 1706-25 agosto 1709).

## Ascendenza
|                                                        |                                     |                                                       | Genitori                               |  |  | Nonni |  |  | Bisnonni                    |  |  | Trisnonni                         |  |
|                                                        |                                     |                                                       |                                        |  |  |       |  |  | Federico V di Baden-Durlach |  |  | Giorgio Federico di Baden-Durlach |  |
|                                                        |                                     |                                                       |                                        |  |  |       |  |  | Federico V di Baden-Durlach |  |  | Giorgio Federico di Baden-Durlach |  |
|                                                        |                                     | Giuliana di Salm-Neuville                             |                                        |  |  |       |  |  | Federico V di Baden-Durlach |  |  |                                   |  |
| Federico VI di Baden-Durlach                           |                                     |                                                       |                                        |  |  |       |  |  | Federico V di Baden-Durlach |  |  |                                   |  |
|                                                        |                                     | Barbara di Württemberg                                | Federico I di Württemberg              |  |  |       |  |  |                             |  |  |                                   |  |
|                                                        |                                     | Barbara di Württemberg                                | Federico I di Württemberg              |  |  |       |  |  |                             |  |  |                                   |  |
|                                                        |                                     | Barbara di Württemberg                                | Sibilla di Anhalt                      |  |  |       |  |  |                             |  |  |                                   |  |
| Federico VII di Baden-Durlach                          |                                     | Barbara di Württemberg                                |                                        |  |  |       |  |  |                             |  |  |                                   |  |
|                                                        |                                     | Giovanni Casimiro del Palatinato-Zweibrücken-Kleeburg | Giovanni I del Palatinato-Zweibrücken  |  |  |       |  |  |                             |  |  |                                   |  |
|                                                        |                                     | Giovanni Casimiro del Palatinato-Zweibrücken-Kleeburg | Giovanni I del Palatinato-Zweibrücken  |  |  |       |  |  |                             |  |  |                                   |  |
|                                                        |                                     | Giovanni Casimiro del Palatinato-Zweibrücken-Kleeburg | Maddalena di Jülich-Kleve-Berg         |  |  |       |  |  |                             |  |  |                                   |  |
| Cristina Maddalena del Palatinato-Zweibrücken-Kleeburg |                                     | Giovanni Casimiro del Palatinato-Zweibrücken-Kleeburg |                                        |  |  |       |  |  |                             |  |  |                                   |  |
|                                                        |                                     | Caterina di Svezia                                    | Carlo IX di Svezia                     |  |  |       |  |  |                             |  |  |                                   |  |
|                                                        |                                     | Caterina di Svezia                                    | Carlo IX di Svezia                     |  |  |       |  |  |                             |  |  |                                   |  |
|                                                        |                                     | Caterina di Svezia                                    | Anna Maria di Wittelsbach-Simmern      |  |  |       |  |  |                             |  |  |                                   |  |
| Carlo III Guglielmo di Baden-Durlach                   |                                     | Caterina di Svezia                                    |                                        |  |  |       |  |  |                             |  |  |                                   |  |
|                                                        | Giovanni Adolfo di Holstein-Gottorp | Adolfo di Holstein-Gottorp                            |                                        |  |  |       |  |  |                             |  |  |                                   |  |
|                                                        | Giovanni Adolfo di Holstein-Gottorp | Adolfo di Holstein-Gottorp                            |                                        |  |  |       |  |  |                             |  |  |                                   |  |
|                                                        | Giovanni Adolfo di Holstein-Gottorp | Cristina d'Assia                                      |                                        |  |  |       |  |  |                             |  |  |                                   |  |
| Federico III di Holstein-Gottorp                       | Giovanni Adolfo di Holstein-Gottorp |                                                       |                                        |  |  |       |  |  |                             |  |  |                                   |  |
|                                                        |                                     | Augusta di Danimarca                                  | Federico II di Danimarca               |  |  |       |  |  |                             |  |  |                                   |  |
|                                                        |                                     | Augusta di Danimarca                                  | Federico II di Danimarca               |  |  |       |  |  |                             |  |  |                                   |  |
|                                                        |                                     | Augusta di Danimarca                                  | Sofia di Meclemburgo-Güstrow           |  |  |       |  |  |                             |  |  |                                   |  |
| Augusta Maria di Holstein-Gottorp                      |                                     | Augusta di Danimarca                                  |                                        |  |  |       |  |  |                             |  |  |                                   |  |
|                                                        |                                     | Giovanni Giorgio I di Sassonia                        | Cristiano I di Sassonia                |  |  |       |  |  |                             |  |  |                                   |  |
|                                                        |                                     | Giovanni Giorgio I di Sassonia                        | Cristiano I di Sassonia                |  |  |       |  |  |                             |  |  |                                   |  |
|                                                        |                                     | Giovanni Giorgio I di Sassonia                        | Sofia di Brandeburgo                   |  |  |       |  |  |                             |  |  |                                   |  |
| Maria Elisabetta di Sassonia                           |                                     | Giovanni Giorgio I di Sassonia                        |                                        |  |  |       |  |  |                             |  |  |                                   |  |
|                                                        |                                     | Maddalena Sibilla di Hohenzollern                     | Gioacchino III Federico di Brandeburgo |  |  |       |  |  |                             |  |  |                                   |  |
|                                                        |                                     | Maddalena Sibilla di Hohenzollern                     | Gioacchino III Federico di Brandeburgo |  |  |       |  |  |                             |  |  |                                   |  |
|                                                        |                                     | Maddalena Sibilla di Hohenzollern                     | Caterina di Brandeburgo-Küstrin        |  |  |       |  |  |                             |  |  |                                   |  |
|                                                        |                                     | Maddalena Sibilla di Hohenzollern                     |                                        |  |  |       |  |  |                             |  |  |                                   |  |